# Rhopalophora dyseidia
Rhopalophora dyseidia es una especie de escarabajo longicornio del género Rhopalophora, categorizada en la tribu Rhopalophorini, de la subfamilia Cerambycinae. Fue descrita por Martins & Napp en 1989.
Mide 8,58-9 mm de longitud. Se distribuye por Ecuador y Perú.